# Ilha Guriri
Ilha Guriri é uma ilha localizada no município de Angra dos Reis, estado do Rio de Janeiro.